# Chapeau buntal

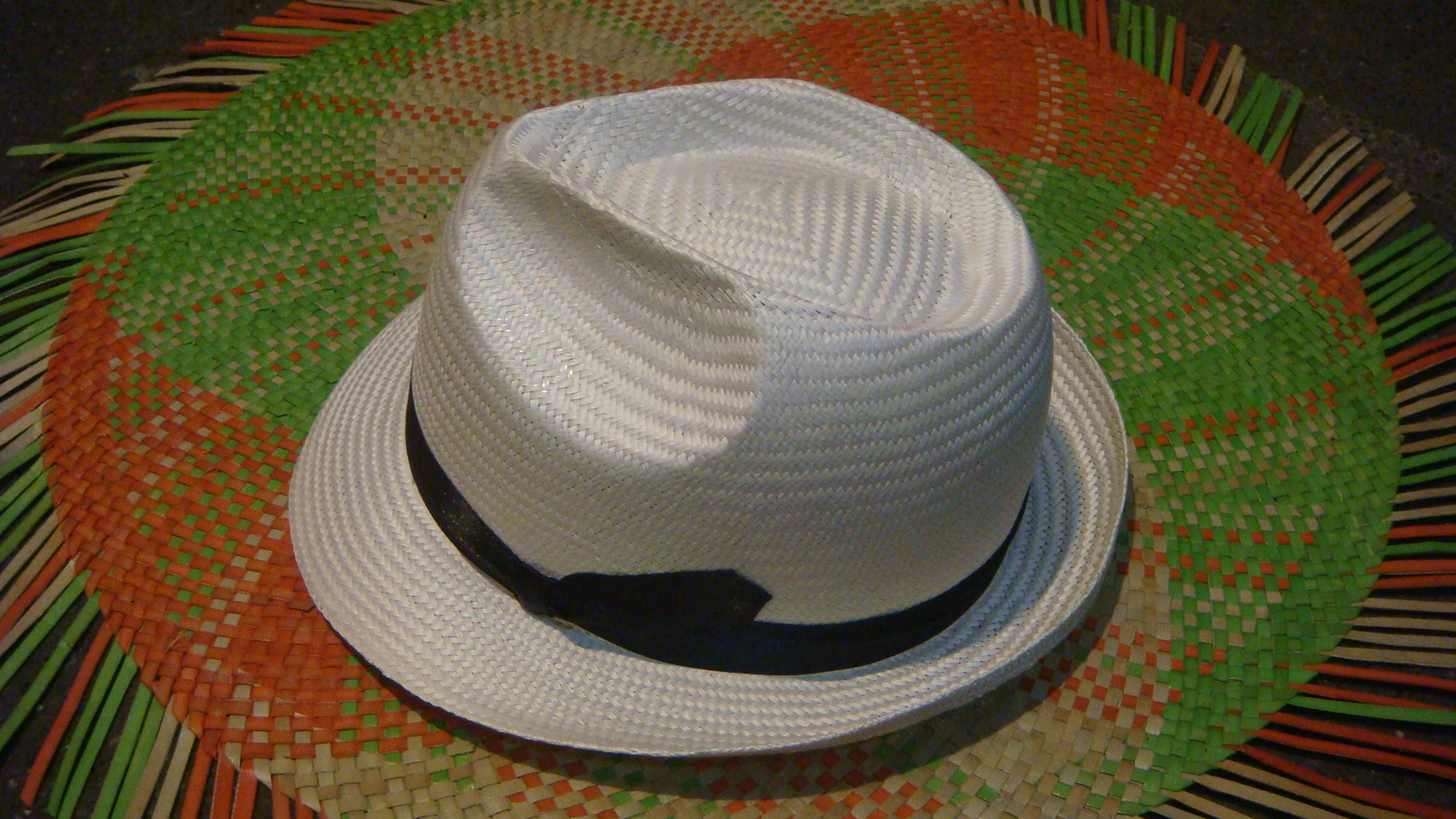
Un chapeau buntal de Baliwag

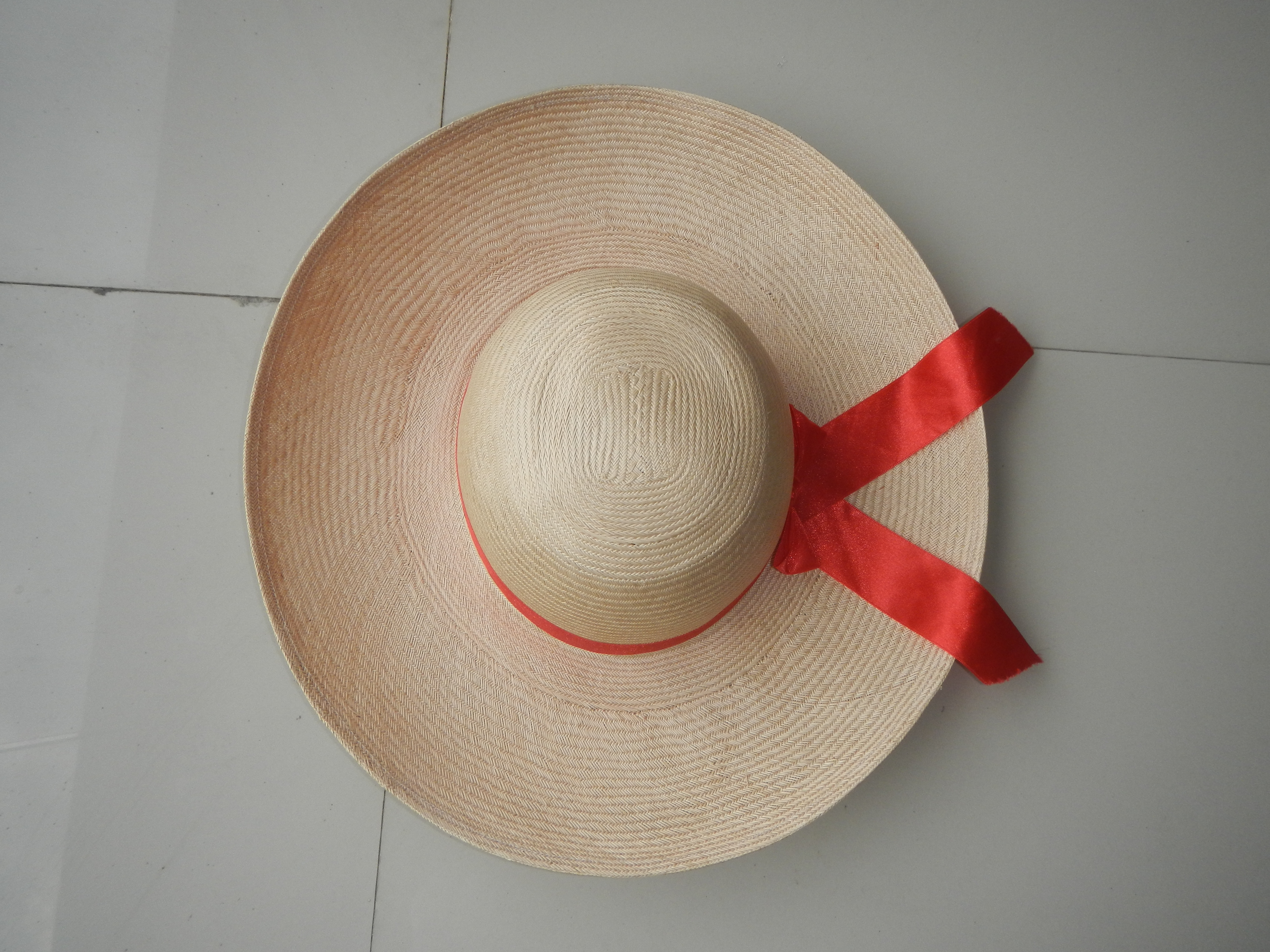
Chapeau baliwag à larges bords pour femme de Baliwag

Le chapeau buntal est un chapeau de paille traditionnel des Philippines tissé à partir de fibres extraites des pétioles des feuilles de palmier de Buri. Il est traditionnellement porté par les agriculteurs travaillant dans les champs et a été l'un des principaux produits d'exportation des Philippines au cours de la première moitié du XXe siècle. Il peut également être associé à une tenue semi-formelle barong tagalog ainsi qu'avec des tenues de ville. Ses principaux centres de production sont Baliwag, en Bulacain et (historiquement) Sariaya et Tayabas dans la province de Quezon. Les chapeaux buntal produits à Baliwag sont aussi parfois appelés chapeaux balibuntal et sont considérés comme étant de qualité supérieure aux autres types de chapeaux buntal.
Les chapeaux buntal étaient traditionnellement tissés pour former des chapeaux de fermier à larges bords destinés au marché national. Des versions plus récentes du chapeau, utilisant des fibres assouplies et un tissage plus fin, sont tissées sous une forme ressemblant au fédora et sont souvent confondues et vendues comme le très similaire panama ou sous le nom de Bangkok hat. Ces versions se caractérisent par leur durabilité, leur légèreté et leur texture plus soyeuse que les chapeaux de Panama. Il peut également être tissé sous d'autres formes, notamment sous la forme de chapeau de soleil tressé à large bord pour les femmes, connu sous le nom de chapeau baliwag (également nommé d'après la ville de Baliwag) Les chapeaux Buntal sont également parfois connus sous le nom de chapeau parabuntal, chapeau Panama des Indes orientales, ou chapeau de paille italien.

## Production

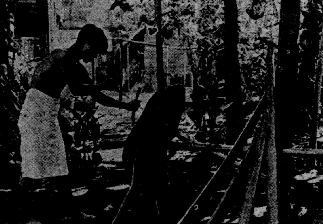
Ouvrier extrayant manuellement des fibres de buntal du pétiole du palmier buri (vers 1912)

Les chapeaux buntal sont fabriqués à partir de fibres de buntal extraites des palmiers buri (Corypha spp.). La plupart des fibres de buntal proviennent des plantations de buri de la province de Quezon. Traditionnellement, elles sont extraites de palmiers buri âgés de sept à dix ans. Trois à six palmes (d'une longueur minimale de 1,8 m) sont coupées d'un arbre deux fois par an. La base de la tige est dépouillée et la fibre exposée est battue à l'aide d'une lame de couteau bolo jusqu'à ce qu'elle soit séparée en paquets. Le nom de la fibre provient de ce processus (" buntal " signifie " frapper " ou " battre " en Tagalog). La partie supérieure de la tige est également dépouillée. La tige entière est ensuite attachée à un poteau pour la soutenir. Les faisceaux de fibres exposées sont sélectionnés dans la partie battue et tirés manuellement hors de la tige. Chaque arrachage peut donner de 1 à 5 fibres, et chaque tige peut donner de 4 à 6 faisceaux de fibres (appelés "meresa"), en fonction de l'état de la tige et de la dextérité de l'ouvrier. Toutefois, les fibres de buntal modernes peuvent également être extraites par la méthode plus facile du rouissage.

## Historique

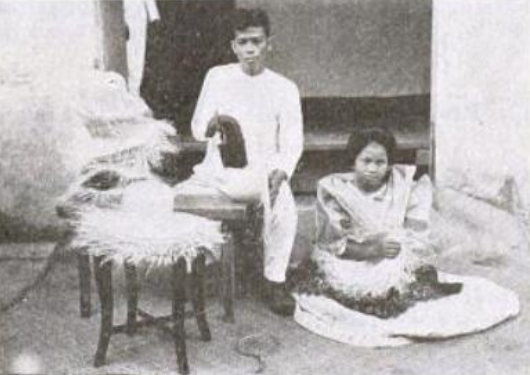
Femme tissant des chapeaux buntal tandis qu'un homme utilise un fer à charbon de bois pour façonner les chapeaux terminés (vers 1929)

À l'origine, les chapeaux buntal étaient principalement produits dans les villes de Sariaya et Tayabas, en raison des plantations de palmiers buri dans la province de Quezon. Les premières versions du chapeau buntal étaient des chapeaux de fermier à larges bords et utilisaient des bandes de fibre buntal non adoucies. L'industrie s'est développée à Baliuag, en Bulacain, entre 1907 et 1909, introduite à l'origine par Mariano Deveza, originaire de Lucban, Quezon. L'introduction du tissage de chapeaux buntal à Baliuag a été facile car la ville disposait déjà d'une industrie du tissage produisant des textiles, des pañuelo (mouchoirs), des tapis (vêtements philippins), ainsi que des chapeaux tissés à partir de paille de bambou. La production de chapeaux en buntal à Baliuag a été améliorée par Dolores Maniquis, qui assouplissait les fibres à l'aide d'un rouleau en bois appelé "iluhan". Ce processus était méticuleux, car si le rouleau était utilisé trop souvent, les fibres devenaient trop fragiles. On obtenait ainsi des fibres buntal qui pouvaient être tissées pour fabriquer des chapeaux au tissage et à la texture plus fins.

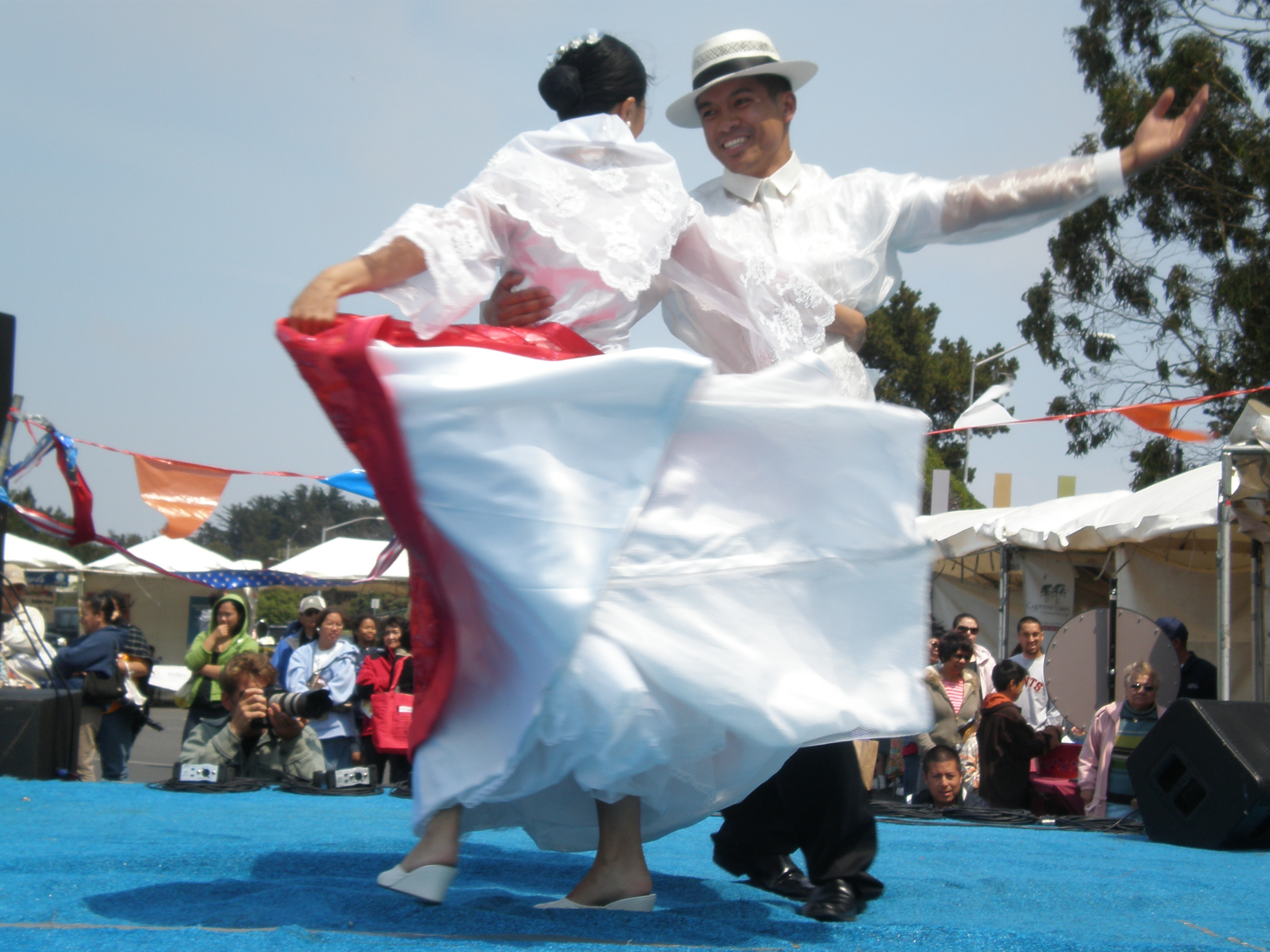
Des danseurs exécutant la Jota Cagayana à Daly City, en Californie. L'homme porte un barong tagalog blanc avec un chapeau buntal, tandis que la femme porte un traje de mestiza

En 1910, la production de chapeaux buntal était une industrie artisanale à Baliuag. Plusieurs personnes se spécialisent souvent dans différentes parties du chapeau et travaillent ensemble dans le cadre d'un processus d'assemblage. Cependant, il n'y a pas d'usine à proprement parler. Au lieu de cela, les chapeaux sont tissés par divers ménages dans les zones rurales, qui fournissent ensuite les marchands. Les tisserands étaient exclusivement des femmes, généralement des femmes au foyer. L'industrie était si importante qu'il y avait au moins un tisserand par foyer.
Dans les années 1920, les chapeaux étaient exportés par les Philippines, souvent présentés comme le très similaire panama ou sous le nom de "Bangkok hat". Cependant, en 1923, des producteurs chinois de Hong Kong ont embauché des tisseurs de chapeaux des Philippines. Ayant acquis le processus de tissage, ils ont alors commencé à produire en masse des chapeaux balibuntal en utilisant des fibres buntal importées des Philippines. Cette situation a tellement affecté l'industrie locale que le représentant Antonio Villarama a tenté de faire passer un projet de loi visant à interdire l'exportation de fibres de buntal (sans succès).
En raison de la concurrence des usines chinoises, l'industrie du chapeau buntal a décliné jusque dans les années 1960, lorsqu'elle a été relancée par la famille Villones de Sariaya, Quezon. Leurs chapeaux provenaient principalement de fournisseurs de Baliuag, bien qu'ils aient également acheté des chapeaux dans des villes voisines de Bulacan, Pampanga et Nueva Ecija. Leurs chapeaux étaient principalement exportés vers les États-Unis, le Mexique et l'Italie. La famille représentait environ un quart de la production mensuelle totale de chapeaux buntal dans les années 1960.
Toutefois, le secteur est à nouveau menacé d'extinction en raison du manque croissant de travailleurs qualifiés et de la baisse de la demande. La plupart des tisseurs de buntal sont âgés. Le gouvernement de Baliuag a pris des mesures pour promouvoir les chapeaux buntal sur le marché local,,.
En 2011, Rosario Quizon-Bautista, l'une des dernières tisseuses de Baliuag, a également lancé un projet visant à enseigner les techniques de tissage du buntal aux détenus de la prison provinciale de Bulacain, en raison du manque d'intérêt des jeunes de cette province. Elle vend de la fibre de buntal brute aux détenus et leur rachète les chapeaux finis. Cela leur procure un revenu tout en préservant les traditions de tissage du buntal

## Dans la culture populaire
Baliwag célèbre un festival de 10 jours, le "Buntal Festival".
Baliwag célèbre un "festival Buntal" de 10 jours chaque année au mois de mai,.

## Chapeaux semblables
Les chapeaux buntal peuvent être confondus avec des chapeaux philippins similaires également fabriqués à partir du palmier buri, le chapeau buri et le chapeau calasiao. Ces derniers diffèrent du chapeau buntal en ce qu'ils sont fabriqués à partir de différentes parties du palmier. Les chapeaux buri sont fabriqués à partir de feuilles de palmier buri non ouvertes, tandis que les chapeaux calasiao sont fabriqués à partir des nervures centrales des feuilles non ouvertes. Des chapeaux similaires sont également fabriqués traditionnellement aux Philippines à partir d'autres matériaux, les plus courants étant les chapeaux en bambou fabriqués à partir de paille de bambou et le chapeau sabutan, fabriqué à partir de feuilles de pandan.

## Galerie

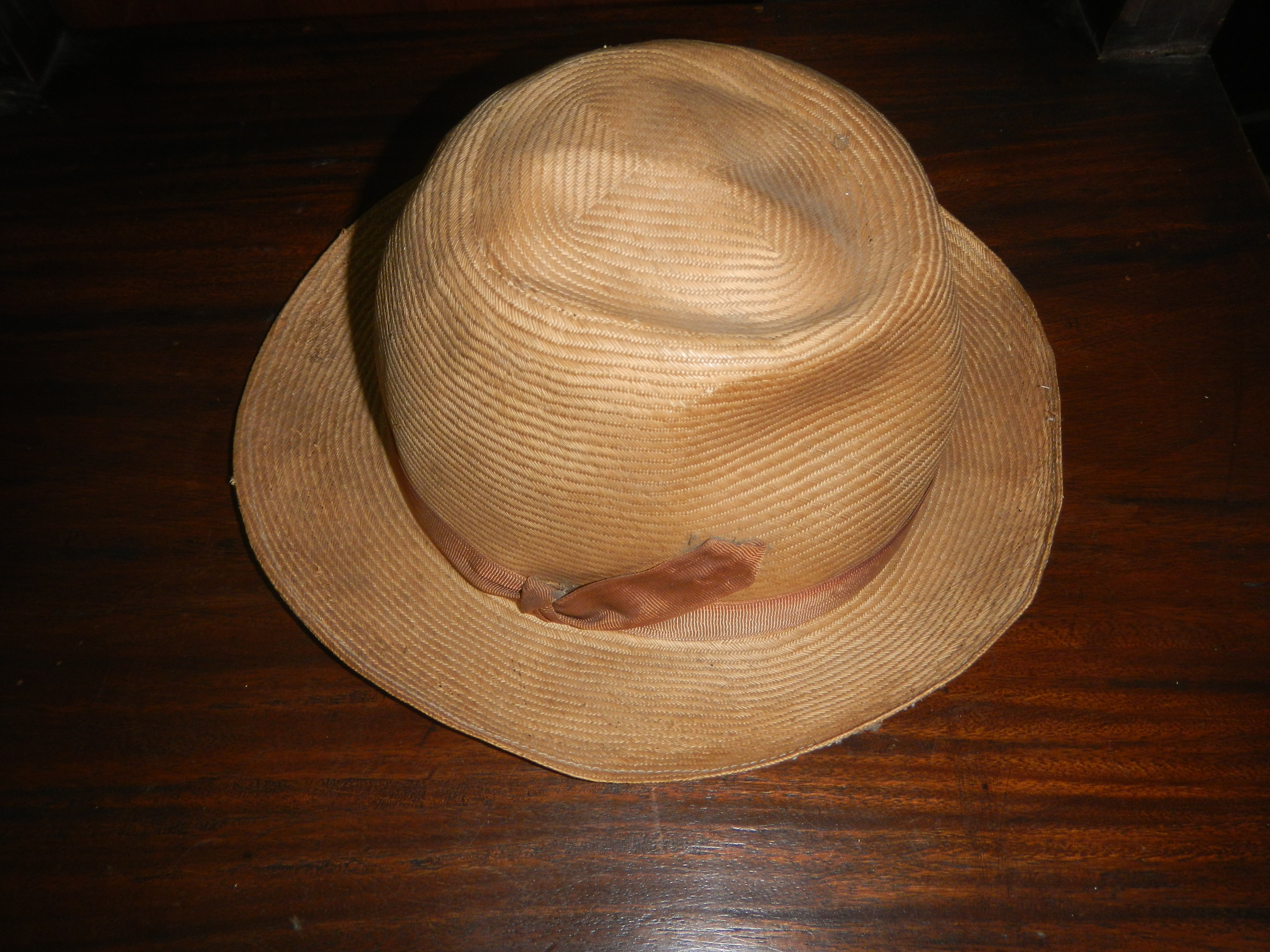
Chapeau Buntal du musée et bibliothèque de Baliuag
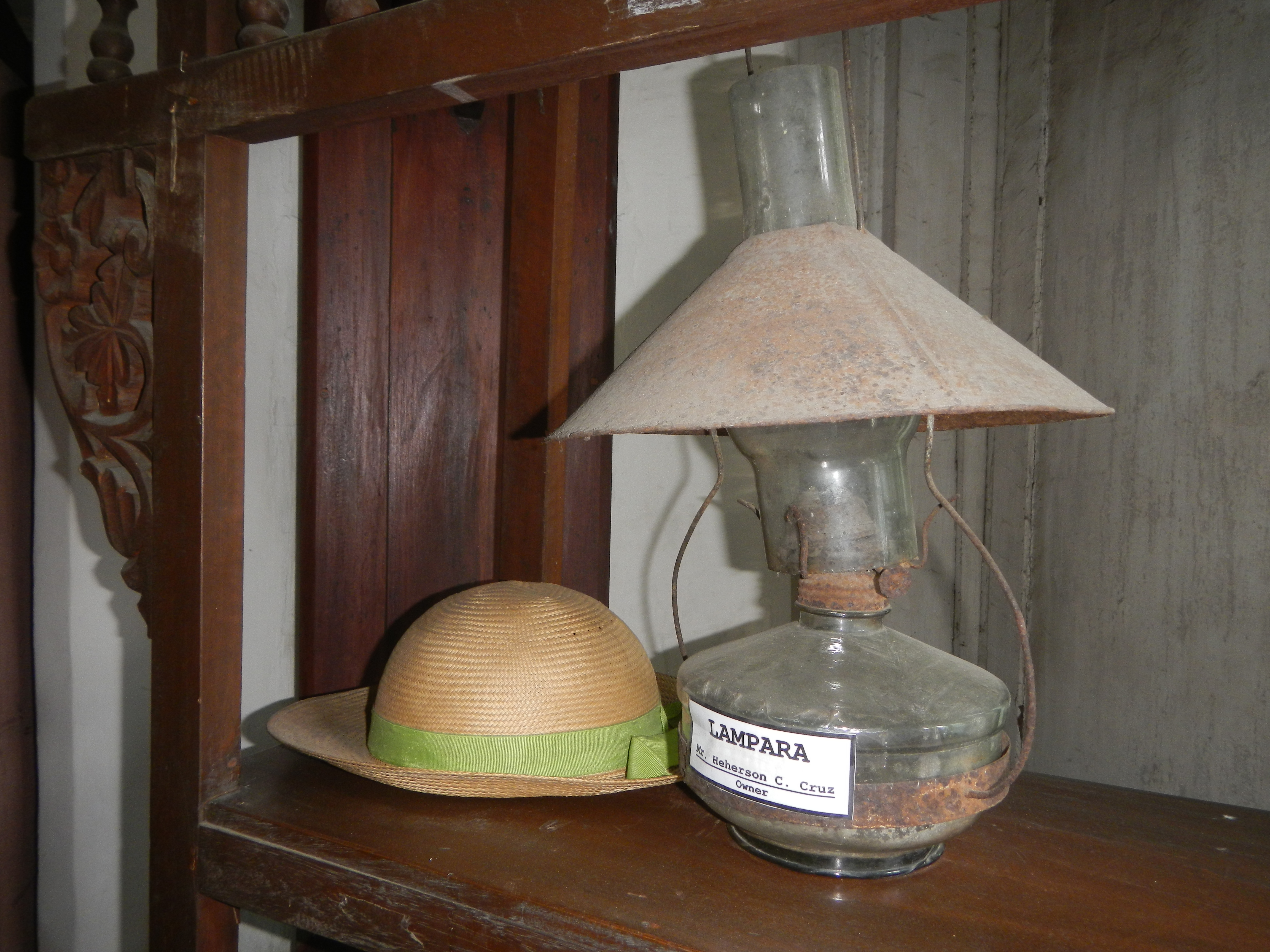
Chapeau buntal avec une couronne ronde du musée et bibliothèque de Baliuag.
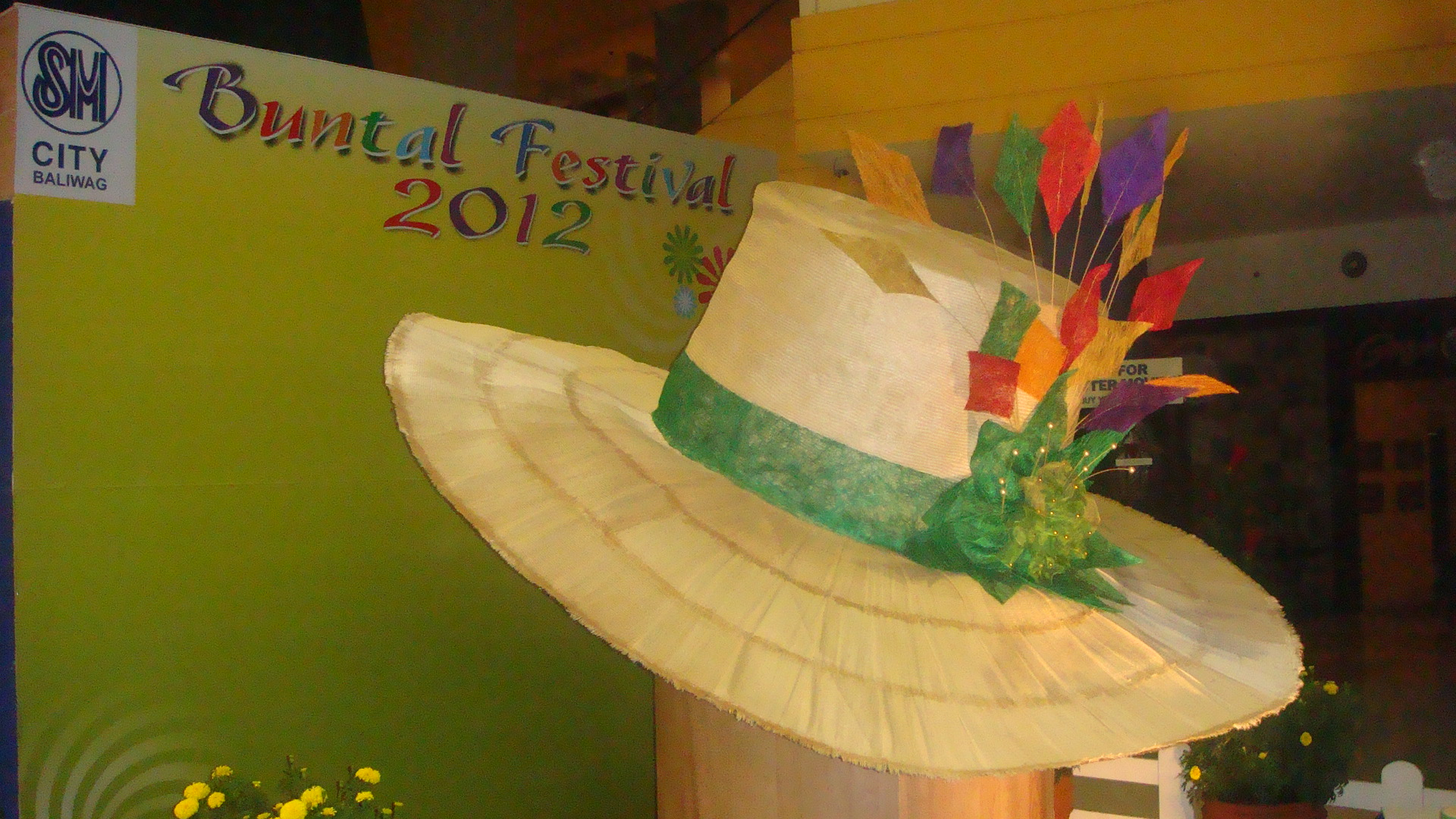
Chapeau buntal d'une femme dans une exposition du festival Buntal à SM City Baliwag.
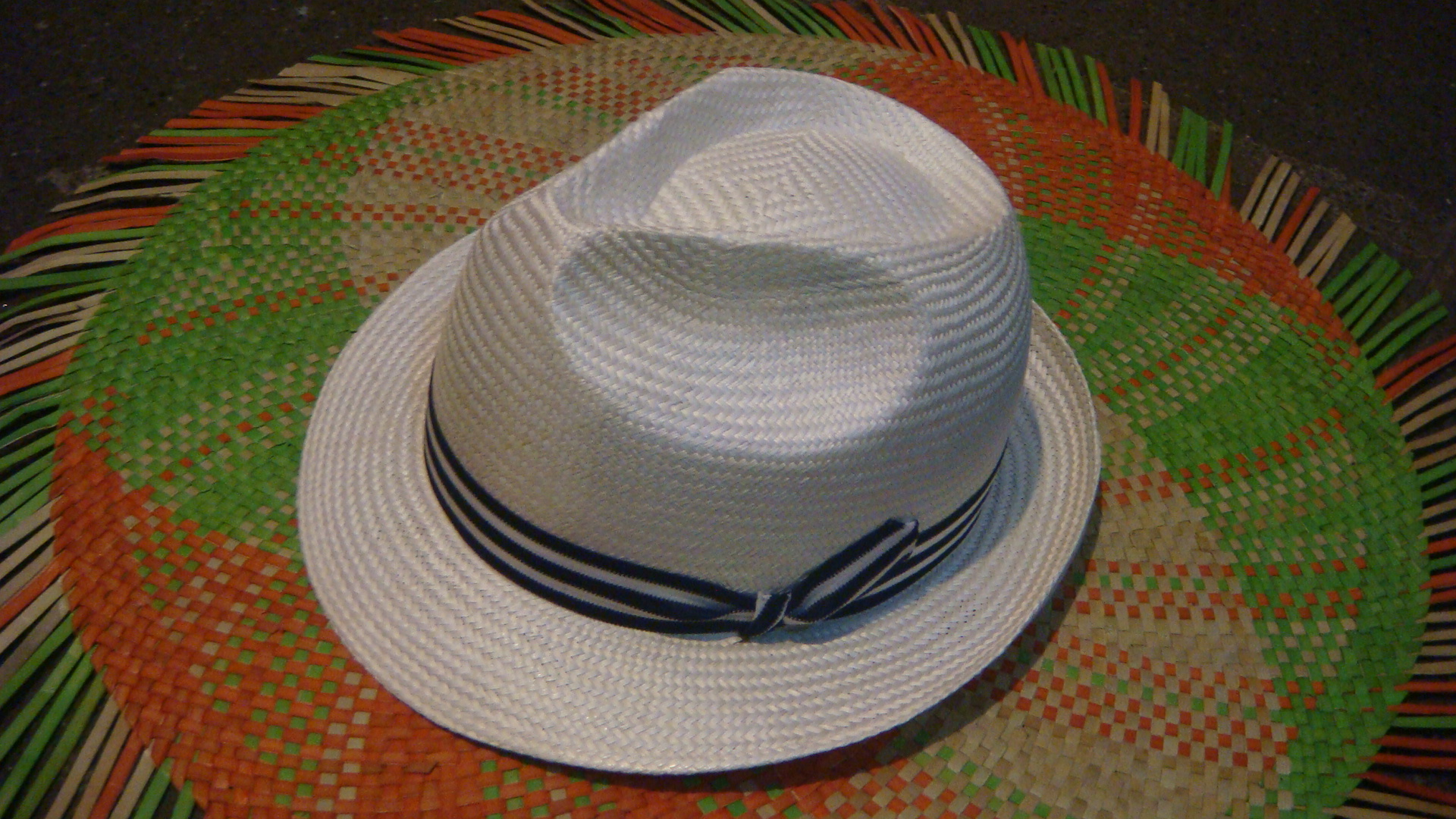
Chapeau buntal d'une femme dans une exposition du festival Buntal à SM City Baliwag.